# Măgura Ilvei
Măgura Ilvei é uma comuna romena localizada no distrito de Bistrița-Năsăud, na região histórica da Transilvânia. A comuna possui uma área de 28.00 km² e sua população era de 2131 habitantes segundo o censo de 2007.